# Liste der Persönlichkeiten der Stadt Weißenburg in Bayern

Wappen der Stadt Weißenburg in Bayern

Die Liste der Persönlichkeiten der Stadt Weißenburg in Bayern enthält in Weißenburg in Bayern, einer Großen Kreisstadt im mittelfränkischen Landkreis Weißenburg-Gunzenhausen, geborene Persönlichkeiten sowie solche, die zu der Stadt einen Bezug haben, weil sie hier beispielsweise ihren (Haupt-)Wirkungskreis hatten, ohne selbst dort geboren zu sein. Alle Abschnitte sind jeweils chronologisch nach dem Geburtsjahr sortiert. Die Liste erhebt keinen Anspruch auf Vollständigkeit.

## Söhne und Töchter der Stadt
- Konrad Altheimer (1431–1509), Administrator des Bistums Olmütz und ab 1498 Weihbischof in Olmütz
- Maternus Beringer (1580–nach 1632), Kantor und Musiktheoretiker
- Ludwig von Schmidberg (1594–1657), Person im Dreißigjährigen Krieg
- Johann Georg Roth (1597–1671), Jurist, Gesandter bei den Verhandlungen zum Westfälischen Frieden
- Georg Abraham Mercklin (1644–1702), Mediziner
- Wolfgang Wilhelm Heberer (1659–1721), Kaiserlicher Hofpfalzgraf

- Johann Alexander Döderlein (1675–1745), Gelehrter, Magister und Polyhistoriker
- Johann Wolfgang Heberer (1675–1730), Consulent und Syndicus in Weißenburg
- Georg Michael Preu (1681–1745), evangelischer Theologe und Schriftsteller
- Johann Heinrich von Brandenstein (1723–1764), evangelischer Theologe und Superintendent
- Carl Friedrich Tröltsch (1729–1804), Schriftsteller
- Andreas Ehrenfried Forstmeyer (1732–1787), Musiker
- Georg Christian Forstmeyer (1740–1804), Musiker und Komponist
- David Andreas Forstmeyer der Jüngere (1753–1805), Musiker
- Johann Jakob Roth (1760–1826), bayerischer Landwirt und Politiker
- Friedrich Rohmer (1814–1856), deutsch-schweizerischer Philosoph und Politiker
- Ernst Rohmer (1818–1897), Buchdrucker und Buchhändler
- Theodor Rohmer (1820–1856), Publizist
- August Fleischmann (1826–1887), bayerischer Jurist und Politiker
- Karl Michel (1836–1922), Bierbrauer
- Friedrich Tröltsch (1838–1924), bayerischer Fabrikant, Feuerwehrkommandant und Politiker
- Wilhelm Troeltsch (1840–1925), Unternehmer und Reichstagsabgeordneter
- Otto Rieder (1850–1919), Reichsarchivrat
- Heinrich Schützinger (1857–1920), Jurist, Kommunalpolitiker und Heimatforscher
- Friedrich Wilhelm Albrecht (1861–1943), deutscher Politiker und Pfarrer
- Rudolf Raab (1861–1940), Schauspieler
- Gustav Ritter von Kahr (1862–1934), bayrischer Ministerpräsident, Generalstaatskommissar, Präsident des Bayerischen Verwaltungsgerichtshofs
- Julius Miedel (1863–1940) Lehrer, Stadtarchivar und  Historiker
- Hermann Tröltsch (1866–1953), Bankier
- Karl Eisen (1873–1943), Reformer der Behandlung psychisch Kranker
- Hans Hofmann (1880–1966), Maler
- Max Rhodius (1880–1966), Unternehmer, Gründer von Rhodius Drahtgestrick GmbH
- Ernst Bierlein (1880–1969), Landrat
- Maximilian Schwandner (1881–1972), General der Infanterie
- Georg Wunderle (1881–1950), Theologe
- Werner Immler (1882–1965), Flugzeugtechniker
- Ernst Preu (1885–1958), Feldlazarettgeistlicher, Pfarrer (in Brunnenreuth und Neustadt an der Aisch) und Kirchenrat
- Julius Schieder (1888–1964), evangelisch-lutherischer Oberkirchenrat und Kreisdekan von Nürnberg
- Ludwig Schmuck (1892–1945), Politiker der NSDAP, paramilitärischer Aktivist und SA-Führer

- Rudolf Nebel (1894–1978), Physiker, Raketenkonstrukteur
- Hans Bogner (1895–1948), deutscher Klassischer Philologe
- Ludwig Thumshirn (1896–1971), Politiker (SPD), Landrat, Oberbürgermeister von Weißenburg
- Karl Fischer (1900–1986), Dirigent
- Heinrich Stöhr (1904–1958), Politiker
- Karl Hemmeter (1904–1986), Bildhauer
- Hermann Gutmann (1907–1987), Unternehmer
- Gretl Zottmann (1913–1975), Schriftstellerin
- Ludwig Fellner (1917–2006), Landschaftsmaler
- Heinz Schecher (1922–19845), Mathematiker
- Wolfgang Kaempfer (1923–2009), Schriftsteller und Essayist
- Georg Karl Pfahler (1926–2002), Maler, Künstler und Kunstprofessor
- Peter Carsten (1928–2012), eigentlich Peter Ramsentaler, deutscher Schauspieler
- Walter Doerfler (* 1933), Genetiker und Virologe
- Bernd Bajog (* 1946), Regisseur, Drehbuchautor, Filmproduzent
- Gerhard von Lienen (* 1947), Richter am Bundesgerichtshof
- Stefan Richwien (* 1947), Hörspielautor
- Gunther Wenz (* 1949), lutherischer Theologe und Hochschullehrer
- Dietmar Schabacker (* 1949), Fußballspieler
- Gerhard Wägemann (* 1953), Politiker der CSU und Landrat des Landkreises Weißenburg-Gunzenhausen
- Martin Karrer (* 1954), evangelischer Theologe und Neutestamentler
- Arthur Rosenbauer (* 1955), fränkischer Liedermacher & Weltmusiker, MundART-Festival Weißenburg, Montanhistoriker
- Hubert Haderthauer (1956–2021), Psychiater
- Aribert Wolf (* 1959), Politiker
- Detlev Brunner (* 1959), Historiker
- Peter Schwarzenbauer (* 1959), Manager
- Wolfgang Hauber (* 1959), Politiker
- Franz Schillinger (1964–2005), Komponist und Gitarrist
- Thomas Döbler (* 1964), deutscher Politiker (SPD)
- Beate Walter-Rosenheimer (* 1964), deutsche Politikerin (Bündnis 90/Die Grünen)
- Anja Beatrice Kaul (* 1965), deutsche Schauspielerin
- Rainer Leng (* 1966), Mittelalterhistoriker
- Johannes Matthias Roth (* 1967), evangelischer Pfarrer, Liedermacher und Lehrer
- Markus Hausen (* 1968), Kameramann
- Bernhard Krötz (* 1970), Mathematiker
- Daniel Burger (* 1971), Archivar und Kunsthistoriker
- Katharina von Habsburg (* 1972), Schriftstellerin
- Markus Steinhöfer (* 1986), ehemaliger deutscher Fußballspieler
- Haşim Çelik (* 1990), türkischer Taekwondoin
- Julian Felix (* 1992), Schauspieler

## Personen mit Bezug zu Weißenburg
- Gunthildis von Suffersheim, Heilige, vermutlich aus Weißenburg-Suffersheim
- Blasius Berwart (1530–1589), Baumeister der Festung Wülzburg
- Margarethe Seybold genannt Bößmüllerin († 1590), Müllersfrau, Hebamme und Opfer der Hexenverfolgung
- Georg Raumer (1610–1691), Theologe und Hofprediger
- Anna Vetter (1630–1703), Wahrsagerin
- Johann Christoph Sturm (1635–1703), deutscher Astronom und Mathematiker
- Johann Georg Faber (* um 1640; † 1716), Organist
- Christoph Christian Händel (1671–1734), evangelischer Theologe und Generalsuperintendent in Ansbach
- Johann Christoph Faber (1669–1744), Barockmusiker und Organist
- Georg Septimus Andreas von Praun (1701–1786), deutscher Archivar, Bibliothekar und Historiker
- David Andreas Forstmeyer (1707–1771), Musiker und Instrumentalist mit der Reichsstadt Weißenburg als Wirkungsort
- Johann Georg Friedrich Jacobi (1751–1824), deutscher Verleger
- Franz Troglauer (1754–1801), Räuberhauptmann und Wilderer, war Gefangener in der Wülzburg
- Johann Heinrich Witschel (1769–1847), Pfarrer in Kattenhochstatt
- Johann Baptist Friedreich (1796–1862), Mediziner und Dichter
- Johann Matthias Heinrich Weiser (1808–1865), Dichter
- Hermann Trenkle (1814–1896), Politiker
- Wilhelm Langenfaß (1819–1898), Architekt und Baubeamter, Architekt zahlreicher Bauwerke im Weißenburger Raum
- Wilhelm Philipp Peter Doignon (1820–1863), Philologe, Dichter und Theologe, war zwischen 1844 und 1860 in Weißenburg als Lehrer und Pfarrer tätig
- Gustav von Kahr (der Ältere) (1833–1905), Verwaltungsjurist
- Wilhelm Jacob van Bebber (1841–1909), Meteorologe

- Wilhelm Kohl (1848–1898), Apotheker und Limesforscher
- Siegmund Günther (1848–1923), Geograph und Naturwissenschaftler
- Karl Kelber (1862–1954), Schriftsteller
- Hans Doerfler (1863–1942), Chirurg
- Else Model (1871–1953), Schriftstellerin
- Karl Eisen (1873–1943), Mediziner
- Fritz Ossberger (1877–1947), Erfinder und Unternehmer
- Paul Wurzel (1877–1936), deutscher Politiker
- Joseph Joos (1878–1965), Journalist und Politiker
- Carl Kempkes (1881–1964), Gartenarchitekt
- Otto Ochmann (1883–1957), Politiker
- Walentin Fjodorowitsch Bulgakow (1886–1966), russischer Autor, war Kriegsgefangener in der Wülzburg
- Werner von Grundherr zu Altenthann und Weiherhaus (1888–1962), Diplomat
- Friedrich Veit, evangelischer Pastor, 1918–1925 Pfarrer in Weißenburg
- Karl Gareis (1889–1921), Politiker
- Charles de Gaulle (1890–1970), französischer Staatspräsident, war im 1. Weltkrieg Gefangener in der Wülzburg
- Karl Franz Leppa (1893–1986), Schriftsteller
- Erwin Schulhoff (1894–1942), Komponist
- Fritz Staudinger (1896–1964), Politiker
- Michael Gerstner (1896–1977), Kommunalpolitiker
- Josef Ackermann (1896–1959), deutscher Journalist
- Balther Dyroff (1904–1986), Politiker, Pfarrer in Emetzheim und Holzingen
- Wilhelm Brückner-Rüggeberg (1906–1985), 1934 bis 1939 Musikalischer Leiter der Festspiele in Weißenburg
- Hermann Gutmann (1907–1987), Unternehmer
- Josef Lidl (1911–1999), Maler, Grafiker und Heimatkundler
- Horst Lenz (1913–1985), Wirtschaftsprüfer
- Karl Struller (1913–1947), SS-Stabsführer im Konzentrationslager Mauthausen
- Bernhard Klaus (1913–2008), Theologe und Hochschullehrer, Pfarrer in Weißenburg

- Richard Stücklen (1916–2002), deutscher Politiker
- Franz Liebl (1923–2002), Schriftsteller
- Martin Mayer (1931–2022), Bildhauer
- Cornel Diederichs (1930–2025), Journalist und Schriftsteller
- Hans Maurer (* 1933), deutscher Politiker (CSU), war Lehrer in Weißenburg
- Horst Spitschka (* 1935), Schriftsteller
- John M. Shalikashvili (1936–2011), US-General
- Friedrich Eigler (1940–2025), Schriftsteller und Hochschullehrer
- Theo Berger (1941–2003), Gewaltverbrecher, verübte einen Anschlag in Weißenburg
- Ulf Beier (* 1941), Schriftsteller
- Rainer Messerer (* 1943), deutscher Politiker (SPD), Lehrer in Weißenburg
- Claus Wagner (Sportfunktionär) (1947–2016), deutscher Tischtennisfunktionär
- Andreas Thiermeyer (* 1949), ab 1994 Weißenburger Stadtpfarrer
- Claus-Michael Hüssen (* 1955), Archäologe
- Artur Auernhammer (* 1963), Politiker
- John Degenkolb (* 1989), Sportler

## Ehrenbürger
- Georg Adam Bauer (1828–1901), Bauingenieur
- Karl Berger (1806–1891), Lehrer
- August Schmidtkunz (1820–1895), Kammmacher, Magistratsrat
- Leonhard Götz (1840–1919), Studienrat, Rektor des Progymnasiums
- Wilhelm Troeltsch (1840–1925), Kaufmann, Fabrikant
- Hans Doerfler (1863–1942), Chirurg
- Karl Knöll (1873–1954), Sanitätsrat, prakt. Arzt
- Emil Kipfmüller (1885–1977), Direktor der HAPAG
- Hermann Gutmann (1907–1987), Unternehmer
- Richard Stücklen (1916–2002), Politiker (NSDAP, später CSU)

## Die (Ober-)Bürgermeister der Stadt
- 1807–1821 Johann Jakob Roth
- 1821–1825 Georg Friedrich Zencker
- 1826–1832 Karl Meyer
- 1832–1834 Christian Böhm
- 1834–1846 Georg Adam Voltz
- 1846–1854 Karl Castner
- 1854–1887 August Fleischmann
- 1887–1897 Wilhelm Söldner
- 1897–1898 Friedrich Krebs
- 1898–1905 Hans Küfner
- 1906–1920 August Lober
- 1920–1927 Karl Danler
- 1927–1933 Hermann Fitz
- 1934–1945 Michael Gerstner (NSDAP)
- 1945–1948 Friedrich Traber
- 1949–1960 Ludwig Thumshirn (SPD)
- 1960–1972 Horst Lenz (parteilos, von CSU unterstützt)
- 1972–1984 Günther W. Zwanzig
- 1984–2008 Reinhard Schwirzer (CSU)
- seit 2008 Jürgen Schröppel (SPD)

## Familien aus Weißenburg
- Forstmeyer
- Preu
- Döderlein